# Kanton Arnay-le-Duc
Kanton Arnay-le-Duc (francouzsky Canton d'Arnay-le-Duc) je francouzský kanton v departementu Côte-d'Or v regionu Burgundsko. Tvoří ho 20 obcí.

## Obce kantonu
- Allerey
- Antigny-la-Ville
- Arnay-le-Duc
- Champignolles
- Clomot
- Culètre
- Cussy-le-Châtel
- Le Fête
- Foissy
- Jouey
- Lacanche
- Longecourt-lès-Culêtre
- Magnien
- Maligny
- Mimeure
- Musigny
- Saint-Pierre-en-Vaux
- Saint-Prix-lès-Arnay
- Viévy
- Voudenay